# James O'Brien
James O'Brien  (1842-1930) fue un botánico, y horticultor inglés, taxónomo de la familia de orquídeas, y destacado horticultor.
Fue secretario del «Comité de Orquídeas» de la Royal Horticultural Society, supervisor de los editores de «The Gardeners’ Chronicle», y asistente del botánico H.G. Reichenbach. La reina Victoria, lo galardona con la primera Medalla Victoria de Horticultura (VMH).. Fue un pionero en la reclasificación de muchas especies del género Cattleya, insistiendo en la existencia de especies y no de variedades de Cattleya labiata (Linden) Schltr. 1913.

## Honores

### Epónimos
| - (Amaryllidaceae) Cyrtanthus obrienii Baker - (Amaryllidaceae) Imhofia × obrienii Kuntze | - (Iridaceae) Watsonia obrienii (N.E.Br.) Tubergen - (Orchidaceae) Catasetum obrienianum Gower | - (Orchidaceae) Dendrobium obrienianum Kraenzl. - (Orchidaceae) Dryadella obrieniana (Rolfe) Luer - (Orchidaceae) Eurycaulis obrienianus (Kraenzl.) M.A.Clem. |

- La abreviatura «O'Brien» se emplea para indicar a James O'Brien como autoridad en la descripción y clasificación científica de los vegetales.[8]

Posee 119 registros IPNI de sus identificaciones y clasificaciones de nuevas especies, las que publicaba habitualmente en : Gard. Chron.; Dict. Ic. Orch. Cattl. Hybr.; Handb. Bromel.; Flora & Sylva.